# 錢楷 (乾隆進士)

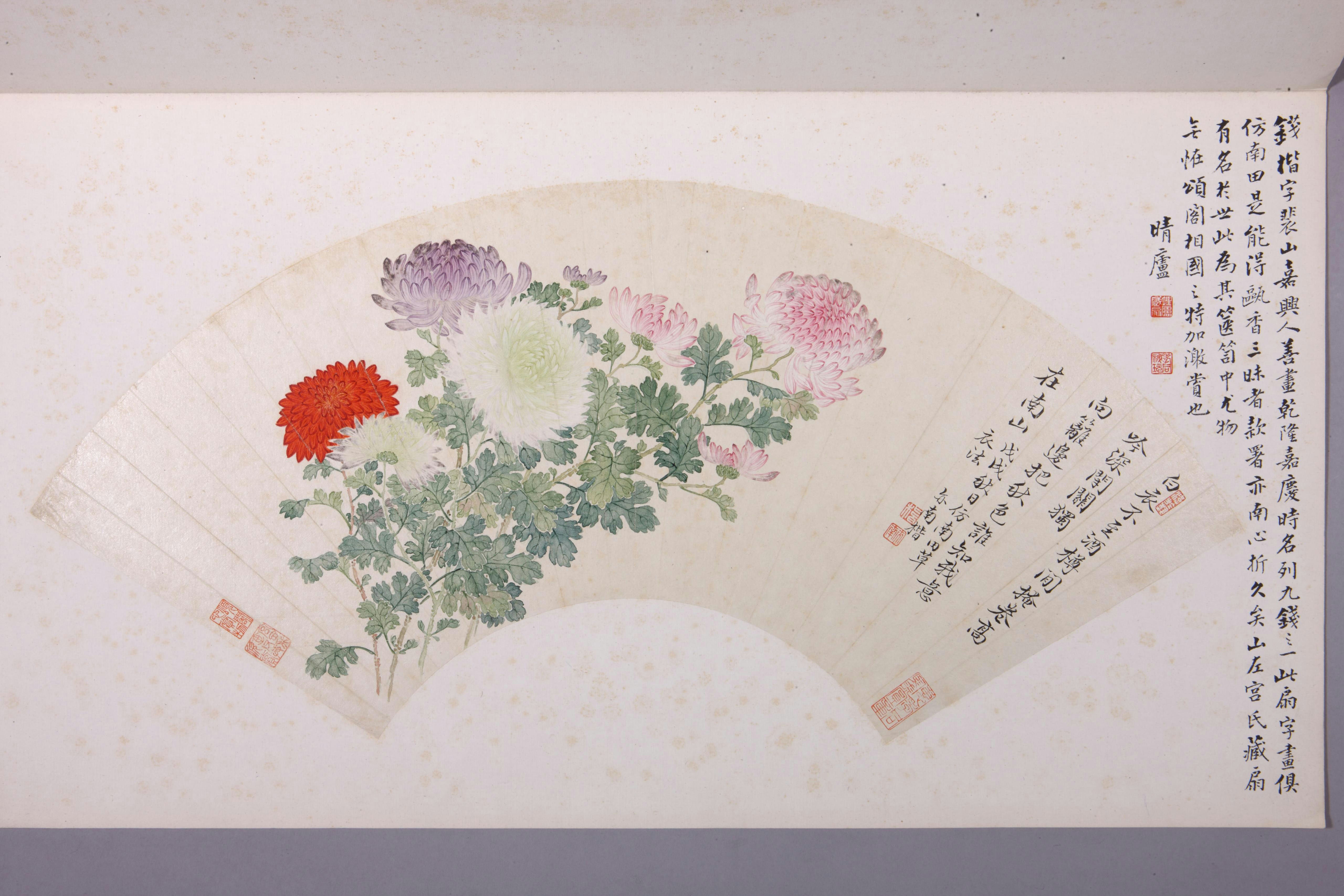
钱楷绘《菊花图》扇页（北京故宫博物院藏）

錢楷（1760年—1812年），字裴山，浙江嘉興人，清朝政治人物。乾隆進士。

## 生平
乾隆五十四年（1789年）己酉科進士，選翰林院庶吉士。散館改戶部主事，充軍機章京。嘉慶三年（1798年），典四川鄉試，督廣西學政，回京，仍直軍機處。遷禮部郎中，調刑部，甚得眷遇。嘉慶十一年（1806年），以四五品京堂用，歷太常寺少卿、光祿寺卿。升授河南布政使，護理巡撫。嘉庆十四年十二月初六，升任廣西巡撫。嘉庆十五年十一月十三（1810年12月9日），调任湖北巡抚。嘉慶十六年（1811年），上疏嚴格查禁鴉片。護理河南巡撫。授戶部侍郎，兼管錢法堂事，調補工部侍郎，不久授安徽巡撫。因事降級留任。次年卒。《清史稿》有傳。